# Rolandas Makrickas
Rolandas Makrickas (Biržai, 31 januari 1972) is een Litouws geestelijke en een kardinaal van de Rooms-Katholieke Kerk, werkzaam voor de Romeinse Curie.
Makrickas bezocht het seminarie in Kaunas. Vervolgens studeerde hij filosofie en theologie aan de Pauselijke Universiteit Gregoriana in Rome. Op 20 juli 1996 werd hij priester gewijd. Daarna was hij werkzaam in pastorale functies in Litouwen. Van 2003 tot 2006 studeerde hij aan de Pauselijke Ecclesiastische Academie in Rome.
In 2006 trad Makrickas in dienst van de Romeinse Curie, waarvoor hij werkzaam was in Bolivia, Georgië, Zweden, de Verenigde Staten en Gabon. In 2019 werd hij medewerker van de afdeling Algemene Zaken van het staatssecretariaat.
Op 15 december 2021 werd Makrickas benoemd als commissaris van de basiliek van Santa Maria Maggiore. Hij werd op 11 februari 2023 titulair aartsbisschop van Tolentino; zijn bisschopswijding vond plaats op 15 april 2023. Op 20 maart 2024 werd hij benoemd tot aartspriester-coadjutor van de Santa Maria Maggiore. Toen Stanisław Ryłko op 4 juli 2025 met emeritaat ging, volgde Makrickas hem op als aartspriester.
Makrickas werd tijdens het consistorie van 7 december 2024 kardinaal gecreëerd. Hij kreeg de rang van kardinaal-diaken. Zijn titeldiaconie werd de Sant'Eustachio.